# 松下由樹
松下 由樹（まつした ゆき、1968年7月9日 - ）は、日本の女優、元ダンサー。
愛知県名古屋市出身。イエスコレクティッド所属。

## 来歴
1983年、映画『アイコ十六歳』のオーディションに合格し、松下幸枝の芸名で同映画にて主人公の友人役としてデビュー（主演は富田靖子）。上京後、駒沢学園女子高等学校入学、同校卒業。その後、1986年までアメリカにダンス留学。
1987年、NHK『ヤングスタジオ101』で、ダンサーとしてレギュラー出演。1989年のTVドラマ『オイシーのが好き!』が初主演作。
以降、数々の人気ドラマに主演、準主演として立て続けに出演。
1992年、映画『新・同棲時代』『波の数だけ抱きしめて』で、第15回日本アカデミー賞優秀助演女優賞を受賞。
1996年から準主役で出演している『ナースのお仕事』は連続ドラマ4シリーズ、映画化もされる人気作となった。
1997年、アミューズから独立し、「イエスコレクティッド」（松下の個人事務所）を設立。自身の事務所の取締役を務めている。なお、今でもアミューズが製作したドラマや映画にも出演している。
2004年にはドラマ『大奥〜第一章〜』に主演。
2016年から準主役で出演した『警視庁ゼロ係〜生活安全課なんでも相談室〜』は連続ドラマ5シリーズが放映され、松下のキャリアの中で最長だった『ナースのお仕事』の4シーズンを超えた。
2025年、ドラマ『ディアマイベイビー〜私があなたを支配するまで〜』に主演。新人俳優に異常なまでの熱を注ぐマネージャー役を怪演し、相手役の野村康太との濃厚なキスシーンも披露した。

## 人物
- 小学生の時のクラブ活動は最初合唱部、5年生からはソフトボール部[3]。中学生の時にテレビドラマ『ゆうひが丘の総理大臣』に出ていた藤谷美和子に触発されるような形で女優になりたいと思うようになったと話していたことがある[3]。その中学生時代は部活に入らず[3]。
- デビュー当時はスレンダーな肢体がウリだった[7]。当時のプロフィールは、身長166cm。体重47kg。スリーサイズB80 W58 H83[3]。現在は非公開。
- 高校時代からの友人でイエスコレクティッドに所属する歌手であるTOMOKO（elliott）とともに「お互いにマネージメントを担当し合う友人同士」としてメディアに取り上げられていた時期があった[8]。
- 明治安田生命が行っている新入社員を対象としたアンケート調査で、2005年から4年間、「理想の上司」としてランクインしていた[9]。
- 2017年の時点では海外ドラマの鑑賞が趣味。『グレイズ・アナトミー』などを観賞するものとして挙げている[10]。
- 仕事柄上日焼けできないので海はあまり好きではなかったが、20代後半のころ海好きの友達と何度か行くうちに、夏の開放感の楽しさに気づいて海が好きになった。『警視庁ゼロ係〜生活安全課なんでも相談室〜』では主要人物がスイカを育てている設定なので、2017年の週刊誌のインタビューではとてもスイカが食べたくなっているということを話している[10]。
- 若い頃からむくみやすい体質だと自ら語っており、度々、太った、痩せたと話題になる事がある。2014年頃、温活による激痩せが話題になった。

### エピソード

#### 芸能界入り
中学3年生のある日に訪れた名古屋駅で、名古屋を舞台にした映画『アイコ十六歳』のチラシをたまたまもらい、「あなたも夏休みに映画に出てみませんか」というキャッチコピーに惹かれてオーディションに応募。主人公・アイコ役を狙ってオーディションに参加したが、審査の途中段階の面接で主人公の友達・鈴木麗子役のセリフを読まされた時点で「アイコ役の候補から外れたんだな」と気付いた。
その後本気で女優になることを決意するが、名古屋にいながら女優を目指すのか上京するのかを選ばなければならなかった。両親から「やるなら東京に行きなさい。ダメだったら帰ってきなさい」と背中を押され、中学卒業と同時に上京。しばらくは事務所スタッフの自宅で居候生活を送り、高校に通いながら様々なオーディションを受ける日々を送った。また、当時周りから「ダンスが向いているかも」と勧められことがきっかけで、クラシックバレエやタップダンスを習い始めた。夏休みを使ってアメリカで1か月間ダンスレッスンも経験したが、20歳頃からドラマで主演を任されるなど忙しくなり、徐々にダンスレッスンから遠ざかってしまったという。

#### 女優業
ドラマ『想い出にかわるまで』（1990年）で姉の恋人を取る妹役を演じると、はまり役となったことから他の作品でも嫌われ役がしばらく続いたという。
『ナースのお仕事』では、観月ありさ演じる後輩ナース・朝倉がミスをするたび、「あーさーくーらー！」と注意するやり取りが好評を得た。本作の台本には単に「朝倉！」とだけ書いており、撮影開始時はいろんな怒り方のバリエーションで演じていた。ある時「あーさーくーらー！」と伸ばす感じでセリフを言ったところ、叱るシーンでも言い方がきつすぎずコミカルにも見えたため、以後この言い方が定着したという。その後ゲスト出演した様々なバラエティ番組では、MCなどから「『あーさーくーらー！』のセリフを言ってもらえませんか？」とリクエストされることよくあったという。

#### ココリコミラクルタイプ
- 2001年からバラエティ番組『水10! ココリコミラクルタイプ』に出演。コントの中心を担っており、憎い上司の役や、男性恐怖症の女役、被害妄想の激しい女役、NIKITA女の役、田中直樹との夫婦役など多彩な役を演じている。
- バラエティ番組に出演のオファーが来た時、単発ゲスト出演で『さんま・一機のイッチョカミでやんす』『夢で逢えたら』で明石家さんま、ダウンタウン、ウッチャンナンチャンらとの共演コントは以前からあったものの、レギュラーとしてのバラエティ番組に出た事が無かったので相当悩んだとの事である。
- 『ミラクルタイプ』について、本人の中ではコントでも芝居でも演じるという部分では何も変わらないと思っていたが、コントでどこまでの振り幅を出すのかが難しかったとのこと[注 4]。
- 視聴者からの投稿メールを読む役を担当。

## 出演

### 映画
- アイコ十六歳（1983年12月17日公開、日本ヘラルド） - 鈴木麗子 役[注 5]※デビュー作
- この胸のときめきを（1988年10月8日公開） - 松森加奈子 役
- ザジ ZAZIE（1989年10月14日公開） - ブン 役
- 新・同棲時代「SCENE3 もう一度ウエディングベル」（1991年公開、日本ヘラルド映画、原作：柴門ふみ） - 主演・青山咲子 役
- 波の数だけ抱きしめて（1991年8月31日公開、東宝） - 高橋裕子 役
- ナースコール（1993年1月30日公開、東宝） - 山崎夏美 役
- 新サラリーマン専科（1997年11月22日公開、松竹） - ルカ 役
- ナースのお仕事 ザ・ムービー（2002年5月11日公開、東宝） - 沢田翔子 役
- 大奥（2006年12月23日公開、東宝） - 蓮浄院 役
- 相棒 -劇場版- 絶体絶命! 42.195km 東京ビッグシティマラソン（2008年5月1日公開、東映） - 武藤かおり 役
- BABY BABY BABY! -ベイビィ ベイビィ ベイビィ-（2009年5月23日公開、東映） - 大野春江 役
- BECK（2010年9月4日公開） - 佐藤和緒 役
- 臨場 -劇場版-（2012年6月30日公開） - 小坂留美 役
- 御手洗薫の愛と死（2014年1月18日公開）
- 鏡の中の笑顔たち（2015年5月30日公開） - 井上由紀 役[11]
- お終活 熟春!人生、百年時代の過ごし方（2021年5月21日公開） - 桃井梓 役
  - お終活 再春!人生ラプソディ（2024年5月31日公開）[12][13]
- チェリまほ THE MOVIE〜30歳まで童貞だと魔法使いになれるらしい〜（2022年4月8日公開） - 黒沢の母 役
- レッド・シューズ（2022年12月9日公開） - 太田葉子 役[14][15]
- 映画 おいハンサム!!（2024年6月21日公開） - 京子 役[16]
- 映画 おっさんのパンツがなんだっていいじゃないか!（2025年7月4日公開） - 五十嵐美穂子 役[17]

### テレビドラマ
※ 太字表記は主演作品。
- 雨の降る駅（1986年6月6日、TBS系）
- セーラー服三銃士（1986年9月4日、フジテレビ系）
- 3年B組金八先生（1988年、TBS） - 柿野啓太郎の姉 役
- オイシーのが好き!（1989年5月-7月、TBS） - 初主演・水島ユキ 役
- 海照らし（1989年11月-12月、NHK）
- 想い出にかわるまで（1990年1月-3月、TBS、金曜ドラマ） - 沢村久美子 役
- 外科医有森冴子（1990年4月-6月、日本テレビ系） - 藤井恵利 役
  - 外科医有森冴子スペシャル（1990年10月6日）
- クリスマス・イブ（1990年10月-12月、TBS） - 前川くるみ 役
  - クリスマスイヴからはじめよう（1991年10月4日）
- 君だけに愛を（1991年1月-3月、日本テレビ、土曜グランド劇場） - 緒方真実子 役
- 刑事犬カール・瀬戸内の追跡（1991年3月23日、TBS、ドラマチック22） - 主演・高杉洋子 役
- ルージュの伝言「ガールフレンズ」（1991年4月3日、TBS） - 麻里 役
- 五月の風 ひとりひとりの二人（1991年5月22日、日本テレビ） - サキコ 役
- 29歳おもかげを風にあたえよ（1992年1月15日、NHK）
- 本当にあった怖い話（1992年7月13日、テレビ朝日系）
- 紅い稲妻 人見絹枝（1992年11月22日、TBS） - 主演・人見絹枝 役
- 領収書物語（1993年1月4日、KTV） - 八田三恵 役
- 振り返れば奴がいる（1993年1月-3月、フジテレビ） - 峰春美 役
  - 振り返れば奴がいる スペシャル版（1993年12月29日）
- 世にも奇妙な物語（1993年・1994年・2000年・2007年、フジテレビ）
  - 「隣の声」（1993年） - 主演・吉崎みさこ 役
  - 「恐竜はどこへ行ったのか?」（1994年） - 主演・水谷裕美 役
  - 「バーゲンハンター」（2000年） - 主演・白石めぐみ 役
  - 「ゴミ女」（2007年） - 主演・伊藤絵美 役
- 金曜エンタテイメント帰ってきたOL三人旅シリーズ（1993年-1996年、フジテレビ） - 主演・植村このみ 役
  - 長崎湯けむり激安ツアー殺人事件（1993年12月10日)
  - 金沢湯けむり不倫旅行殺人事件（1994年4月8日）
  - 小樽湯けむり初恋旅情殺人事件（1994年10月14日）
  - 博多湯けむり湯布院慕情殺人事件（1995年4月7日)
  - 香港極楽エステツアー殺人事件（1995年12月22日）
  - 北海道花めぐり湯けむり殺人事件（1996年7月26日）
- 夏子の酒（1994年1月-3月、フジテレビ） - 橋本冴子 役
- 君といた夏（1994年7月-9月、フジテレビ） - 澤井憬子 役
- 29歳のクリスマス（1994年10月-12月、フジテレビ、木曜劇場） - 今井彩 役
- ひと夏のラブレター（1995年7月-9月、TBS） - 主演・北村亜樹 役
- 素晴らしき家族旅行（1996年1月3日、フジテレビ） - 菊地久美子 役
- リスキー・ゲーム（1996年1月-3月、TBS） - 主演・森崎映子 役
- ナースのお仕事シリーズ（1996年-2014年、フジテレビ） - 尾崎翔子(沢田翔子)役
  - パート1（1996年7月-9月)
  - スペシャル（1997年4月4日）
  - パート2（1997年10月-12月）
  - パート3（2000年4月-9月)
  - パート4（2002年7月-9月）
  - 離島編 / 再会編（2014年10月31日・11月1日）
- いつか見た空（1996年10月-11月、NHK、ドラマ新銀河） - 久野明子 役
- 東京卒業（1996年12月23日、TBS） - 正木倫子 役
- 輝きを忘れない（1997年3月28日、TBS） - 主演・裕子 役
- ギフト 第8話（1997年6月4日、フジテレビ） - 高瀬良子 役
- いとしの未来ちゃん「第10話　マーズ・アタック!」・「第11話　シザーハンズ」（1997年6月21・28日、テレビ朝日）
- 心はロンリー気持ちは「…」（1997年8月29日、フジテレビ） - 陽子 役
- 愛されなかった女〜古都鎌倉の危険な情事〜（1998年2月9日、TBS） - 主演・田島敬子 役
- きらきらひかる「第7話」（1998年2月24日、フジテレビ） - 田中玲香 役
- お仕事です!（1998年4月-7月、フジテレビ） - 野島ことり 役
- 奇跡の人（1998年10月 - 12月、読売テレビ） - 足立康子 役（ヒロイン）
- ようこそミセス再出発セミナーへ（1998年11月7日、NHK） - 辻野亜季子 役
- 土曜ワイド劇場 おとり捜査官・北見志穂シリーズ（1998年 - 2017年、テレビ朝日） - 主演・北見志穂 役（土曜ワイド劇場→ミステリースペシャル）
  - 第1作	（1998年5月30日）
  - 第2作	（1999年4月3日）
  - 第3作	（1999年11月6日）
  - 第4作	（2001年12月22日）
  - 第5作	（2002年12月7日）
  - 第6作	（2004年3月13日）
  - 第7作	（2004年7月3日）
  - 第8作	（2004年12月4日）
  - 第9作	（2005年5月28日）
  - 第10作（2006年5月6日）
  - 第11作（2006年12月2日）
  - 第12作（2007年8月4日）
  - 第13作（2008年12月13日）
  - 第14作（2010年8月7日）
  - 第15作（2011年4月9日）
  - 第16作（2012年6月9日）
  - 第17作（2013年6月8日）
  - 第18作（2014年4月5日）
  - 第19作（2015年9月12日）
  - 第20作（2017年7月6日）
- 週末婚（1999年4月-7月、TBS） - 大森陽子 役
  - 週末婚スペシャル(1999年10月1日）
- 傷だらけの女「第1話」（1999年4月13日、関西テレビ） - 平野久美 役
- 笑ゥせぇるすまん「SALE3」（1999年7月10日、テレビ朝日） - 磯部梨江 役
- 土曜ワイド劇場 事件シリーズ7 無理心中で息子を殺した女!（1999年10月2日、テレビ朝日） - 宮下貴美子 役
- ピーチな関係（1999年10月-12月、読売テレビ） - 桜木すみれ 役
- マッハブイロク特別ドラマ big大作戦（2000年6月29日、フジテレビ）
- お前の諭吉が泣いている（2001年1月-3月、テレビ朝日） - 桂愛美（アフロ） 役
- フレーフレー人生!（2001年7月-9月、読売テレビ） - 主演・上岡詩織 役
- 女と愛とミステリー 京都グルメ旅行殺人事件（2002年2月10日） - 主演・小早川由美 役
- 16週〜あなたといた幸せな時間〜（2002年3月8日、フジテレビ） - 主演・向井亜紀 役
- 怪談百物語「ゴースト」（2002年11月19日、フジテレビ） - おはつ 役
- 相棒（テレビ朝日） - 武藤かおり 役
  - season1 第8話（2002年11月27日）
  - season2 第1、2話（2003年10月8、15日）
  - season6 第9話（2007年12月19日）
- 赤ひげ（2002年12月28日、フジテレビ） - おくに 役
- よい子の味方 〜新米保育士物語〜（2003年1月-3月、日本テレビ） - 三田静香 役
- 女と男と物語（Episode4）「ラストチャンス」（2003年2月1日、朝日放送） - 主演・島内ゆりこ 役
- ムコ殿2003（2003年4月-6月、フジテレビ） - 筋山通子（マネージャー） 役
- 愚痴「私はモデル」（2003年9月29日、フジテレビ） - 主演
- ビギナー（2003年10月-12月、フジテレビ） - 南ゆり子（教官） 役
- 土曜ワイド劇場 京都の祭に人が死ぬ（2003年10月11日、テレビ朝日、山村美紗サスペンス） - 主演・河上加奈子 役
- 金曜エンタテイメント ぶどうの木〜里親と子供たちの愛の物語〜（2003年11月7日、フジテレビ） - 主演・片桐響子 役
- ドールハウス〜特命女性捜査班〜（2004年1月-3月、TBS） - 主演・神崎礼子 役
- 世界の中心で、愛をさけぶ（2004年7月-9月、TBS） - 谷田部敏美 役
- 大奥〜第一章〜（2004年10月-12月、フジテレビ） - 主演・春日局 役
- ココリコミラクルタイプドラマスペシャル（2004年 - 2006年、フジテレビ）
- エンジン（2005年4月 - 6月、フジテレビ） - 神崎ちひろ 役
- 幸せになりたい!（2005年7月-9月、TBS） - 主演・永井雅子 役
- 女の一代記 第2夜・越路吹雪「愛の生涯〜この命燃えつきるまで私は歌う〜」（2005年11月25日、フジテレビ） - 岩谷時子 役
- 金曜エンタテイメント 生きててもいい...？〜ひまわりの咲く家〜（2006年3月3日、フジテレビ） - 主演・市村千佳子 役
- 金曜エンタテイメント 妻は多重人格者（2006年3月24日、フジテレビ） - 矢島亜希子 役
- 不信のとき〜ウーマン・ウォーズ〜（2006年7月-9月、フジテレビ） - 野上マチ子（野上路子） 役
- 金曜プレステージ 大奥スペシャル〜もうひとつの物語〜（2006年12月29日、フジテレビ） - お須免の方 役
- 会いたかった 〜向井亜紀・代理母出産という選択〜（2007年3月2日） - 主演・向井亜紀 役
- エジソンの母（2008年1月-3月、TBS、金曜ドラマ） - 加賀見祐子 役
- Around40〜注文の多いオンナたち〜（2008年4月-6月、TBS、金曜ドラマ） - 竹内瑞恵 役
- 上海タイフーン（2008年9月-10月、NHK） - 三井香 役
- the波乗りレストラン（2008年11月、日本テレビ） - 山田小雨 役
- 臨場（2009年4月-6月、テレビ朝日） - 小坂留美 役
- 金曜プレステージ 妻よ! 松本サリン事件犯人と呼ばれて…家族を守り抜いた15年（2009年6月26日、フジテレビ） - 河野澄子 役
- ギネ 産婦人科の女たち（2009年10月-12月、日本テレビ） - 君島紀子 役
- 臨場 続章（2010年4月-6月、テレビ朝日） - 小坂留美 役
- 獣医ドリトル 第6話（2010年11月28日、TBS） - 畑山真知子 役
- BOSS 2ndシーズン 第5話（2011年5月19日） - 山本香苗 役
- 家族法廷 第7話（2011年6月8日、BS朝日） - 緑川早苗 役
- Wの悲劇（2012年4月26日 - 、テレビ朝日） - 一条春生  役
- 金曜プレステージ ドルチェシリーズ（2012年-2013年 、フジテレビ） - 主演・魚住久江 役
  - ドルチェ（2012年10月12日）
  - 強行犯係・魚住久江〜ドルチェ2（2013年11月15日）
- 松本清張没後20年 ドラマスペシャル 十万分の一の偶然（2012年12月15日、テレビ朝日） - 小泉恵美子 役
- 小暮写真館（2013年3月-4月、NHK BSプレミアム） - 花菱京子 役
- 家族の裏事情 第5話（2013年11月22日、フジテレビ） - 近田美咲 役
- ドラマスペシャル 家政婦は見た!（2014年3月2日、テレビ朝日） - 上原美智子 役
- SP〜警視庁警護課4（2014年5月4日、テレビ朝日） - 辻博子 役
- デザイナーベイビー - 速水刑事、産休前の難事件 -（2015年9月-11月、NHK、ドラマ10） - 与那国令子 役
- ドラマスペシャル 佐方貞人シリーズ（テレビ朝日） - 庄司真生 役
  - ドラマスペシャル 最後の証人（2015年1月24日）
  - ドラマスペシャル 検事の死命（2016年1月17日）[18]
  - ドラマ スペシャル 検事の本懐（2016年12月3日） [19]
  - ドラマスペシャル 検事・佐方～裁きを望む～（2019年12月26日）
  - ドラマスペシャル 検事・佐方～恨みを刻む～（2020年9月6日）
- 京都人情捜査ファイル（2015年、テレビ朝日） - 吉崎仁美 役
  - （2015年4月25日、「土曜ワイド劇場」）
  - （2015年4月30日 - 6月4日、「木曜ミステリー」）
- ドラマスペシャル 緊急取調室（2015年9月27日、テレビ朝日） - 矢島聖美 役[20]
- 警視庁ゼロ係〜生活安全課なんでも相談室〜(2016年1月-、テレビ東京) - 寺田寅三 役[21]
  - FIRST SEASON（2016年1月-2月)
  - SECOND SEASON（2017年7月-9月）
  - THIRD SEASON（2018年7月-9月)
  - SEASON4（2019年7月-9月）
  - 出張捜査スペシャル（2021年1月25日）
  - SEASON5（2021年4月-7月）
  - スカイフライヤーズ（2024年7月22日）[22]
- OUR HOUSE（2016年4月-6月、フジテレビ） - 赤尾琴音 役[23]
- ドクターX〜外科医・大門未知子〜4 第3話（2016年、テレビ朝日） - 須山三佐江 役
- 水曜ミステリー9
  - 保険犯罪調査員 佐伯初音 空白の起点（2016年7月20日） - 主演・佐伯初音 役
- 犯罪資料館 緋色冴子シリーズ『赤い博物館』(2016年8月29日、2017年7月10日、TBS 月曜名作劇場)- 主演・緋色冴子 役
- 松本清張 没後25年特別企画 誤差 (2017年5月10日、テレビ東京) - 竹田琴乃 役
- 警視庁・捜査一課長 season2 最終話（2017年6月22日、テレビ朝日） - 椎名亜希子 役
- 記憶（2018年3月 - 6月、フジテレビNEXT/J:COM） - 篠原 佳奈子 役
- 森村誠一サスペンス おくのほそ道迷宮紀行（2018年6月11日、TBS 月曜名作劇場） - 幸村あかり 役
- 遺留捜査 第5シリーズ 第1話（2018年7月12日、テレビ朝日） - 大野ゆかり 役
- ただいま 大須商店街（2019年1月2日、東海テレビ[注 6]） - 主演・松田久美子 役[24]
- トクサツガガガ（2019年1月-3月、NHK ドラマ10） - 仲村志 役
- G線上のあなたと私（2019年10月-12月、TBS） - 北河幸恵 役[25]
- 警視庁・捜査一課長 2020 (season4) 初回2時間SP（2020年4月9日、テレビ朝日） - 今田美蓮 役
- 月曜プレミア8
  - 当番弁護士 梶原藤子の事件ファイル（2020年6月22日、テレビ東京） - 主演・梶原藤子 役
  - 当番弁護士 梶原藤子の事件ファイル2（2021年10月4日）
- 未解決の女 警視庁文書捜査官 Season2 第2話（2020年8月13日、テレビ朝日） - 真田誠 役
- すぐ死ぬんだから（2020年8月-9月  、NHK BSプレミアム） - 黒井 苺 役
- 戦後75年特集「戦争童画集 ～75年目のショートストーリー～」(2020年8月24日、NHK)
- 郷土の偉人シリーズ（テレビ熊本）
  - 宇良田唯～医者としての使命に燃えて～（2021年1月17日） - 主演・宇良田唯 ・旅人の二役[26]
  - 名優 笠智衆〜春風のあるがごとし〜（2023年1月22日）- 笠花観 役[27][28]
- ゲキカラドウ 第10話（2021年3月11日、テレビ東京） - 吉川高美 役
- 消えた初恋 第3話（2021年10月23日、テレビ朝日） - 井田の母 役
- インビジブル 第4話（2022年5月6日、TBS） - 大貫昌代 役[29]
- 科捜研の女 2022 Season22 第6話（2022年11月29日、テレビ朝日） - 篠宮小菊 役[30]
  - 科捜研の女 Season23 第4話（2023年9月6日、テレビ朝日）[31]
- 孤独のグルメ Season10 第6話（2022年11月12日、テレビ東京）- 佐野（旧姓：岡田）明美 役
- 赤い霊柩車 FINAL〜弔の京人形〜 （2023年3月17日、フジテレビ） - 中江伊織 役[32]
- 必殺仕事人（2023年12月29日、テレビ朝日） - 山崎ツネ 役[33]
- 義母と娘のブルースFINAL 2024年謹賀新年スペシャル（2024年1月2日、TBS） - 黒田博美 役[34]
- おっさんのパンツがなんだっていいじゃないか!（2024年1月6日 - 3月16日、東海テレビ・フジテレビ） - 五十嵐美穂子 役[35]
- 恋する警護24時（2024年1月13日 - 3月9日、テレビ朝日） - 塚本和江 役[36]
- まどか26歳、研修医やってます! 第8話（2025年3月4日、TBS） - 手代木美和 役[37]
- ディアマイベイビー〜私があなたを支配するまで〜（2025年4月5日 - 6月21日、テレビ東京） - 主演・吉川恵子 役[38]
- 夫よ、死んでくれないか 第2話・第8話（2025年4月14日・5月26日、テレビ東京） - 吉川恵子 役[39]　※特別出演

### 配信ドラマ
- 純烈ものがたり（2020年10月10日 - 11月21日、FOD） - 千堂あかり（マネージャー） 役
- 平成チョベリグー家199X（2025年8月15日 - 、FOD SHORT）[40]

### オリジナルビデオ
- 私のサンタボーイ（1988年）
- 2人のマジカル・ナイト（1991年）

### CM
- 富士ゼロックス - 写楽（1988年ごろ）
- ソニー - 乾電池（音楽専用電池のイメージキャラクター）
- 資生堂
- フジパン 2004- [41]
- ライオン - 香りとデオドラントのソフラン
- KDDI / 沖縄セルラー電話（auブランド）（2003年 - 2006年）
- 中外製薬
- 住友金属鉱山
- YAMAHA / ショルキー
- 雪印
- 丸美屋食品工業
- 花王 - ビオレu
- トヨタ自動車 ノア
- バスクリン （2010年 - 2011年）
- ロバパン
- ACジャパン（2021年度名古屋地域キャンペーン「想い鶴」でナレーションを担当）
- アルマード（2023年 - ）チェルラーホワイト

### バラエティ
- ぐるぐるナインティナイン
- ココリコミラクルタイプ（トークコーナーの葉書読み司会、及びコントのレギュラー出演）
- ウッチャンナンチャンのやるならやらねば!（世にも微妙な物語 第一話「明るくなりたい」） - 太陽明子 役
- 痛快TV スカッとジャパン(ショートスカッとのコーナーに不定期出演)

### その他の番組
- ドーナツ6
- 日本怪談百物語（2009年8月15日、NHK） - 語り手。単独で「安珍清姫」「絡新婦」、共同で「四谷怪談」「鈴の音」を担当

### 音楽番組
- ヤングスタジオ101（1987年4月5日 - 1988年3月27日、NHK総合） - ダンサーとしてレギュラー出演

### 舞台
- 少年隊 PLAYZONE'87 TIME-19 - 女のポリスの副隊長／サロメ 役（松下由紀 名義）
- LOVE LETTERS - メリッサ・ガードナー 役
  - 2nd Season #32 - 34（1991年10月14日 - 16日、SPACE PART3）
  - 3rd Season #85 - 87（1992年12月21日 - 22日・26日、PARCO劇場）
  - 4th Season #136（1994年2月14日、熊本市産業文化会館）
  - 21st Season #383（2010年6月25日、PARCO劇場）
- 大奥 - 主演 春日局 役
  - 2011年公演（10月2日 - 27日、明治座 / 11月4日 - 27日、中日劇場）[42]
  - 2012年公演 全国ツアー（9月28日 - 30日、ニトリ文化ホール / 10月2日・3日、秋田県民会館 / 10月5日、福島県文化センター / 10月7日・8日、東京エレクトロンホール宮城 / 10月10日、盛岡市民文化ホール / 10月13日・14日、新潟県民会館 / 10月17日・18日、静岡市民文化会館 / 10月20日・21日、フェニックス・プラザ / 10月23日、オーバード・ホール / 10月27日・28日、まつもと市民芸術館 / 11月2日、松山市民会館 他）[43]
- 熱海五郎一座 熱闘老舗旅館『ヒミツの仲居と曲者たち』（2016年6月3日 - 27日、新橋演舞場）[44]
- 銀河鉄道999 さよならメーテル〜僕の永遠（2019年4月20日 - 29日、明治座 / 5月10日 - 12日、梅田芸術劇場メインホール） - プロメシューム 役[注 7]
- PARCO PRODUCE『ブライトン・ビーチ回顧録』（2021年9月18日 - 10月3日、東京芸術劇場 プレイハウス / 10月7日 - 13日、京都劇場） - ケイト 役[46]
  - PARCO PRODUCE 2025『ブロードウェイ・バウンド』（2025年9月4日 - 28日〈予定〉、PARCO劇場 / 10月2日 - 13日〈予定〉、COOL JAPAN PARK OSAKA WWホール）[47]
- 新ハムレット〜太宰治、シェイクスピアを乗っとる!?〜（2023年6月6日 - 25日、PARCO劇場 / 7月6日、久留米シティプラザ ザ・グランドホール / 7月9日、森ノ宮ピロティホール 〈予定〉） - ガーツルード 役[48]

## 受賞歴
- 1992年 第15回日本アカデミー賞優秀助演女優賞[49]
- 1999年 第21回ザテレビジョンドラマアカデミー賞 助演女優賞（『週末婚』）[50]